# محمود الورواري
محمود الورواري إعلامي وأديب وشاعر يكتب والرواية والقصة القصيرة، يعمل في قناة العربية، التي قدم استقالته منها بعد ثورة 25 يناير وعمل في «قناة المحور» ولكنه عاد مجددا إلى قناه العربية ليقدم عدة برامج منها نشرة القاهرة من مكتب القناة في مصر.

## مسيرته
ولد بمركز ومدينة أبوصوير التابع لمحافظة الإسماعيلية، تخرج عام 1990 وعمل في عام 1991، في القناة الثانية المصرية في البرامج الثقافية وفي 1993 عمل في الـ شبكة راديو وتلفزيون العرب ثم قناة الشارقة وقناة دبي
.

## أعماله الأدبية
أديب واعلامي درس السياسة ثم درس الفن في أكاديمية الفنون عمل في الصحافة منذ ان كان طالبا في الجامعة وحين تخرج انضم إلى التلفزيون المصري والإذاعة المصرية ثم خرج في رحلة احتراف ساقته للعمل في العديد من القنوات التي كان أغلبها خليجية كان أبرزها قناة الشارة الذي عكل بها لفترة طويلة ومع بداية 2002 انضم إلى الفريق الذي أسس قناة العالم الأخبارية أثناء ولاية الرئيس محمد خاتمي، عمل في العديد من الأماكن الساخنة مثل أفغانستان باكستان العراق إيران السودان ولبنان حين سئل عن مسيرته قال خبرتي تحسب بالأماكن التي عملت بها وليست بالقنوات التي اشتغلت بها، بعد الثورة المصرية ترك العربية ينضم إلى الاعم المصري رئيسا لقناة المحور ومقدما لبرنامج 90 دقيقة لم يكمل العام وعاد إلى قناته العربية ليقدم برنامجا يتناول الشان المصري بعنوان «الحدث المصري» وهوبرنامج توك شو ولكن بطريقة مختلفة عما يقدم في برامج التوك شو المصرية.
له 14 كتابا ما بين قصة قصيرة ورواية ومسرح.
- رواية حالة سقوط.[1]
- اجتياح.[2]
- اختزال في المسافة والسفر.
- مسرحية الخفافيش.
- مسرحية وجع الأمكنة.